# Позднякова башня
Позднякова башня (Роговка) — одна из сохранившихся до наших дней башен Смоленской крепостной стены.

## Местонахождение и внешний вид
Позднякова башня находится на улице Тимирязева в составе самого длинного из сохранившихся участков крепостной стены, между башнями Веселуха и Орёл (обе сохранились). Представляет собой четырёхугольную малую башню.
В настоящее время башня активно реставрируется, настилается крыша. Внутри башни не имеется перекрытий, в связи с чем проход к башне Веселуха сильно затруднён. Проход в башню через лестницы с прясел возможен, однако входы в башню закрыты металлическими решётками. В настоящее время башня не используется.

## История
Позднякова башня пострадала во время осады Смоленска в 1609—1611 годах польскими войсками, а затем во время осады московским войском воеводы Шеина в 1632—1634 годах. Во время первой осады в районе башни был один из самых важных участков штурма, а во время второй осады из Чёртова рва (территория исторического района Рачевка) вёлся минный подкоп, но до конца он доведён не был, так как к обороняющимся польским войскам подошли подкрепления. Остатки подкопа были видны до начала XX века. В 1706 году башни Позднякова и Орёл были защищены земляным валом, который также был ещё виден до начала XX века.
Пострадала в период Великой Отечественной войны. В 1941—1943 годах была уничтожена покрывавшая башню крыша, в связи с чем башня стала ветшать.